# Juneau, Alaska
Orașul Juneau, cunoscut oficial ca Orașul și Comitatul Juneau, conform originalului din limba engleză, [The] City and Borough of Juneau, este o municipalitate unită, constând din orașul propriu-zis (The City of Juneau) și cartierele sale aferente. Ansamblul consolidat, care este echivalentul administrativ al unui comitat din Statele Unite continentale (The Borough of Juneau), este localizat pe Gastineau Channel al arhipelagului Alexander din statul Alaska al Statelor Unite ale Americii.
Municipalitatea, care este și capitala statului Alaska, din anul 1905, fiind atunci mutată de la Sitka, s-a unificat și consolidat cu localitățile sale sub-urbane în 1970, când [the] City of Juneau a fuzionat cu [the] City of Douglas și cartierele înconjurătoare pentru a forma prezenta municipalitate.
Juneau, care este al treilea oraș ca mărime a populației după Anchorage și Fairbanks, se găsește la poalele Mount Juneau, respectiv pe cealaltă parte a canalului în care se găsește Douglas Island. Conform Recensământului din 2000, orașul (the City) și comitatul (the Borough) aveau o populație combinată de 30.711 locuitori. Estimarea făcută de United States Census Bureau, în anul 2005, considera populația combinată a City și Borough de 30.987 (vedeți Census.gov).
Orașul Juneau a fost numit după un căutător de aur, Joe Juneau. Numele orașului în limba Tlingit este Dzántik'i Héeni, care înseamnă „râul unde peștii plați se adună.” Auke Bay, golf care se găsește la nord de Juneau este numit în mod corect Aak'w, adică „Lacul cel mic” în aceeași limbă Tlingit. Râul Taku, care curge în sudul orașului Juneau a fost numit după vântul rece t'aakh, care suflă dinspre munți, fiind sursa celei mai neplăcute părți a climei din împrejurimi.

## Legături externe

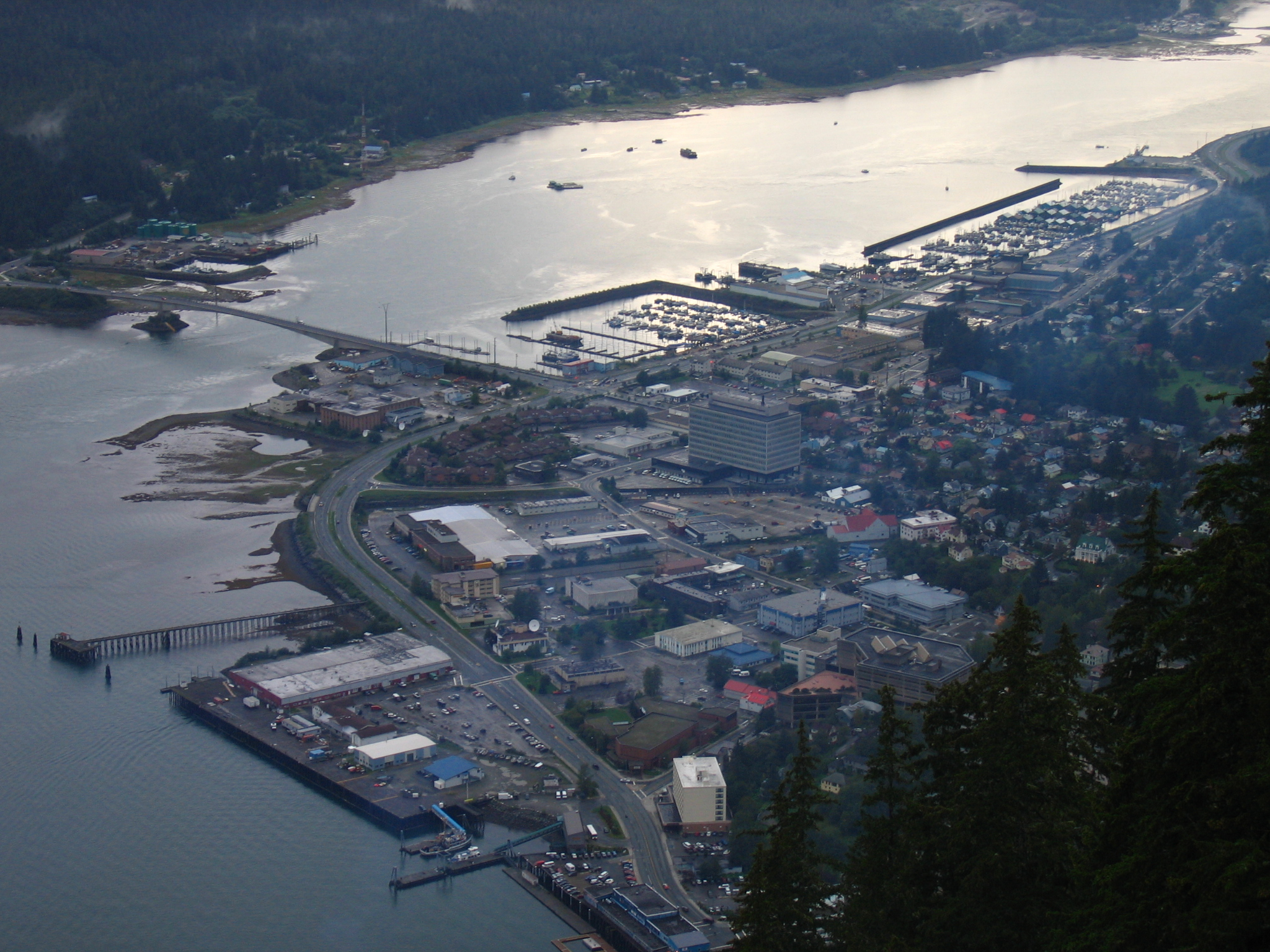
Juneau fotografiat dinspre Mount Roberts Tramway.